# Prêmio ACIE de Cinema 2006
O Prêmio ACIE de Cinema de 2006 foi a terceira edição do Prêmio ACIE, concedido pela Associação dos Correspondentes de Imprensa Estrangeira no Brasil, a ACIE. A entrega dos troféus ocorreu em 22 de maio de 2006 no Centro Cultural Banco do Brasil, no Rio de Janeiro, reunindo diversos profissionais atuantes no cinema brasileiro.

## Indicados e vencedores
Os vencedores foram anunciados na noite de 22 de maio de 2006 e estão em negrito na tabela abaixo:
| Melhor Filme Cidade Baixa – Walter Salles - Cinema, Aspirinas e Urubus – Maria Ionescu, Sara Silveira e João Vieira Jr. - 2 Filhos de Francisco – Luciano Camargo, Emanoel Camargo, Luiz Noronha, Leonardo Monteiro de Barros, Pedro Buarque de Hollanda, Pedro Guimarães, Breno Silveira e Rommel Marques - Quase Dois Irmãos – Ailton Franco e Branca Murat | Melhor Direção Sérgio Machado – Cidade Baixa - Alice de Andrade – O Diabo a Quatro - Breno Silveira – 2 Filhos de Francisco - Lucia Murat – Quase Dois Irmãos                                                                       |
| Melhor Ator Otávio Augusto – Bendito Fruto como Edgar - Flávio Bauraqui – Quase Dois Irmãos como Jorginho - Lázaro Ramos – Cidade Baixa como Deco - Luís Gustavo – O Casamento de Romeu e Julieta como Alfredo Baragatti | Melhor Atriz Alice Braga – Cidade Baixa como Karinna - Ludmila Dayer – Vida de Menina como Helena Morley - Vera Holtz – Bendito Fruto como Virgínia Mateus dos Santos - Zezeh Barbosa – Bendito Fruto como Maria Silva da Conceição |
| Melhor Roteiro Bendito Fruto – Rosane Lima e Sérgio Goldenberg - Cidade Baixa – Sérgio Machado e Karim Ainouz - O Diabo a Quatro – Alice de Andrade, Joaquim Assis, Claudio Macdowell, Pauline Alphen, Jacques Arhex e Jean-Vincent Fournier - Quase Dois Irmãos – Lúcia Murat e Paulo Lins                                                                   | Melhor Fotografia Casa de Areia – Ricardo Della Rosa - Cidade Baixa – Toca Seabra - Cinema, Aspirinas e Urubus – Mauro Pinheiro - Gaijin 2: Ama-me Como Sou – Edgar Moura                                                           |
| Melhor Documentário Vinícius - A Pessoa É para o que Nasce - O Fim e o Principio - Vlado – 30 Anos Depois | |